# Palazzo Berengo
Il Palazzo Berengo è un insieme di edifici residenziali e agricoli scelti dall'imperatore Bokassa I per essere il centro del potere dell'Impero Centrafricano dal 1976 fino alla sua caduta nel settembre 1979. Si trova vicino al suo villaggio natale, Bobangui, nella Repubblica Centroafricana, a 65 chilometri dalla capitale Bangui.
Dal 2018 la località è usata dal Gruppo Wagner come base militare e di addestramento.

## Storia
Il 4 dicembre 1977 il palazzo Berengo divenne residenza ufficiale dell'imperatore Jean-Bédel Bokassa. L'Imperatore ci costruì un aeroporto, residenze separate per sé e per sua moglie, l'Imperatrice Caterina, appartamenti individuali per i suoi consiglieri e alloggi per i ministri. Il 20 settembre 1979 le forze francesi presero Berengo durante l'operazione Barracuda. Dopo la sua morte Bokassa fu sepolto nella località.
All'interno degli avvenimento della guerra civile nel paese, il 2 aprile 2013 circa 2.000 miliziani Séléka entrarono nel Palazzo Berengo. Successivamente, nel dicembre 2013 tutti gli ufficiali e gli istruttori furuno i costretti a fuggire a causa dell'offensiva anti-balaka. Da quanto riportato da alcune fonti locali, alcune centinaia di combattenti cristiani Séléka furono assediati nella residenza e costretti a cacciare per procurarsi il cibo. Alla fine furono portati a Bangui dal generale anti-balaka Alfred Yekatom.
A partire dai primi mesi del 2018 la base è stata iniziata ad essere utilizzata da "istruttori russi" (5 militari e 170 civili), di fatto membri del Gruppo Wagner. I così definiti istruttori russi hanno iniziato ad addestrare i soldati forze armate centroafricane (FACA) nella base. In un rapporto del luglio 2018, le Nazioni Unite hanno confermato come la base sia stata utilizzata da istruttori russi per formare 200 soldati delle forze armate centroafricane e guardie presidenziali (dati al 31 marzo 2018). Al giugno 2020 gli istruttori russi nella base di Berengo (ma anche in altre strutture nel paese) hanno formato 2,236 soldati delle forze armate centroafricane.
Nel frattempo la famiglia di Bokassa continua a rivendicare la proprietà del palazzo.